# Stanisław Kania
Stanisław Kania (Pronúncia em polonês: [staˈɲiswaf ˈkaɲa]; Wrocanka, 8 de março de 1927 – Varsóvia, 3 de março de 2020) foi um político comunista polonês. Filho de fazendeiro, Kania serviu na resistência polonesa durante a Segunda Guerra Mundial.

## Vida e carreira
Kania se juntou ao Partido Operário Polonês em 1945 quando os alemães foram expulsos pelo Exército Vermelho e os comunistas poloneses começaram a tomar o controle do país. Depois que Edward Gierek foi forçado a renunciar como Primeiro Secretário em meio a desordem social e econômica da Polônia, Kania foi eleito seu sucessor em 6 de Setembro de 1980. Ele admitiu que o partido havia cometido diversos erros econômicos nos últimos anos, e advogou trabalhar junto com os católicos do país e os sindicatos oposicionistas. Ele conheceu o líder do Sindicato Solidariedade, Lech Walesa, e outros críticos do partido. Ele foi substituído pelo Primeiro Ministro General Wojciech Jaruzelski em 18 de Outubro de 1981.

## Morte
Kania morreu no dia 3 de março de 2020, aos 92 anos, em decorrência de pneumonia e insuficiência cardíaca.